# Conzano
Conzano là một đô thị thuộc tỉnh Alessandria.
Đô thị này có diện tích  km², dân số là người.